# Akysis pictus
Akysis pictus és una espècie de peix de la família dels akísids i de l'ordre dels siluriformes.

## Morfologia
- Els mascles poden assolir els 4,5 cm de llargària total.
- Nombre de vèrtebres: 33-34.[4][5]

## Distribució geogràfica
Es troba a Àsia: Myanmar.